# Ndakom Valéry Ndeidoum
Ndakom Valéry Ndeidoum (ur. 14 lipca 1981 w Ndżamenie) – czadyjski piłkarz grający na pozycji bramkarza. W swojej karierze rozegrał 12 meczów w reprezentacji Czadu.

## Kariera klubowa
Swoją karierę piłkarską Ndeidoum rozpoczął w klubie Tourbillon FC. W sezonie 1999/2000 zadebiutował w jego barwach w pierwszej lidze czadyjskiej. W sezonach 1999/2000 i 2000/2001 wywalczył z nim dwa mistrzostwa Czadu. W 2003 roku odszedł do Gazelle FC, z którym w 2003 roku został wicemistrzem kraju. W latach 2005–2006 występował w gabońskiej Delcie Telstar. W 2006 roku zdobył z nim Puchar Gabonu. W latach 2006–2010 ponownie grał w Tourbillon FC. Wywalczył z nim mistrzostwo Czadu w sezonie 2010, wicemistrzostwo w sezonie 2009 i zdobył Puchar Czadu w 2008 roku. W latach 2010–2012 był zawodnikiem Renaissance FC, w którym zakończył karierę. W 2011 roku sięgnął z nim po krajowy puchar.

## Kariera reprezentacyjna
W reprezentacji Czadu Ndeidoum zadebiutował 14 lipca 2000 roku w przegranym 1:3 i po serii rzutów karnych 7:8 meczu kwalifikacji do Pucharu Narodów Afryki 2002 z Libią. Od 2000 do 2010 wystąpił w kadrze narodowej 12 razy.